# Maurice de Guérin
Georges Maurice de Guérin (født 4. august 1810, død 19. juli 1839) var en fransk digter.
Maurice de Guérin var af adelig herkomst, ofte syg og døde meget ung, uden at nogen kendte hans digteriske forsøg. Forfatteren George Sand fik hans efterladte papirer — mest skitser og en lyrisk dagbog — i hænde og offentliggjorde en del deraf i Revue des deux mondes.
Guérin var særlig begejstret for den gamle græske poesi og kan kaldes en ægte lyriker af romantisk sværmerisk idealitet, der i naturlivet søger frigørelse for menneskelivets trivialitet.
I Reliquiae (1860) har en ven samlet alle hans digteriske efterladenskaber, såvel den lille prosadigtning Le Centaure som hans længselsdybe og følsomme lyrik. 1912 udgavs hans Journal, lettres, poèmes et fragments i fem bind.
Også hans søster, Eugénie de Guérin (1805—48), var digterisk begavet. 1910 udgaves Œuvres choisies de Maurice et Eugénie de Guérin.